# Emeran Kottmüller
Emeran Kottmüller (* 22. Juli 1825 in Murnau am Staffelsee; † 7. Oktober 1905 ebenda) war ein Bierbrauer und Reichstagsabgeordneter.
Kottmüller gründete 1858 in Murnau eine Brauerei, die heutige Pantl-Bräu Leu GmbH. 1874 errichtete er ein Eisenbahnkomitee mit dem Ziel eine Vizinalbahn von Weilheim nach Murnau zu bauen.
Von 1871 bis 1874 war er Mitglied des Deutschen Reichstags für die Liberale Reichspartei und den Reichstagswahlkreis Oberbayern 6 (Weilheim–Werdenfels–Bruck–Landsberg–Schongau).